# Фудбалски терен
Фудбалски терен је место одигравања фудбалских утакмица. Због енглеског порекла фудбала и надмоћи британских савеза у раним данима ИФАБ-а, стандардне димензије фудбалског терена изражене су у јардима. Тако, нпр., једанаестерац није ударац упућен с 11 метара, већ с 12 јарди. Иако се данас све више прерачунава у метре, фудбалске нације с енглеског говорног подручја и даље користе јарде као мерну јединицу.
Терен је облика правоугаоника. За међународне утакмице, дужина не сме прелазити 90 до 100 метара, а ширина би требало да буде између 65 и 75 метара. Ове дуже линије називају се аут-линије, а краће се називају гол-линије. Дужина аут-линије мора бити већа од дужине гол-линије. На гол-линији су постављени голови. Гол се састоји од пречке и две стативе. Пречка мора бити дуга тачно 8 јарди, или прерачунато 7,32 метара. Стативе се морају подизати 2,44 метара изнад земље. Иако дан саставни део гола је мрежа која стоји причвршћена за гол, по правилима игре није потребна. 
Испред сваког гола је шеснаестерац, познат и као казнени простор. Попречна линија спаја паралелне линије дуге 18 јарди или 16,5 метара. Ако нападач направи прекршај у шеснаестерцу који је кажњив слободним ударцем, казна се извршава једанаестерцом.
Најпознатија светски фудбалски терени, стадиони, су Маракана у Рио де Жанеиру, Вембли у Лондону, Стадион Сантијаго Бернабеу у Мадриду, Камп Ноу у Барселони, Олд Трафорд у Манчестеру, Стадион Ђузепе Меаца у Милану, а у Србији Стадион Партизана и Стадион Црвена звезда.

## Димензије терена
| Носилац правилника                    | Ширина    | Дужина      |
| ------------------------------------- | --------- | ----------- |
| ФИФА (национална првенства)           | 45 — 90 м | 90 — 120 м  |
| ФИФА (интернационални сусрети)        | 64 — 75 м | 100 — 110 м |
| УЕФА (УЕФА Лига шампиона- по групама) | 68 — 75 м | 105 — 110 м |
| Холандија (национална првенства)      | 64 — 69 м | 100 — 105 м |